# Borys Kancler
Borys Kancler, ros. Борис Феликсович Канцлер (ur. 16 kwietnia 1962 we Frunze) – kirgiski szachista, reprezentant Izraela od 1998, arcymistrz od 1999 roku.

## Kariera szachowa
Do czasu rozpadu Związku Radzieckiego startował wyłącznie w turniejach rozgrywanych na terenie tego kraju. W tym okresie odniósł kilka indywidualnych sukcesów, m.in. dz. III m. w Tbilisi (1986, za Zurabem Azmaiparaszwilim i Michaiłem Talem, wspólnie z Olegiem Romaniszynem), czy też dz. II m. w Aszchabadzie (1990, jeden z turniejów eliminacyjnych do indywidualnych mistrzostw ZSRR). W 1991 r. uczestniczył w ostatnim finale mistrzostw ZSRR, dzieląc 39-49. miejsce.
W 1992 r. jedyny raz w karierze reprezentował Kirgistan na szachowej olimpiadzie. Od tego też roku zaczął występować w turniejach międzynarodowych, przede wszystkim rozgrywanych w Izraelu. W 1995 r. zwyciężył w Riszon Le-Cijonie, natomiast w 1996 r. – w Tel Awiwie (memoriał Mosze Czerniaka). Podzielił również I m. w Petah Tikwa (1996, wspólnie z Danielem Rotmanem i Awigdorem Bychowskim), Beer Szewie (1997, wspólnie z Eduardasem Rozentalisem i Siemonem Dwojrisem) oraz dwukrotnie w Tel Awiwie (1996, wspólnie Dovem Zifronim i 1997, memoriał Moshe Czerniaka, wspólnie z Leonidem Gofshteinem, Borysem Awruchem i Dovem Zifronim). W 2005 r. zajął II m. w Tel Awiwie (za Danem Zolerem), w 2006 r. powtórzył to osiągnięcie w Petah Tikwa (za Michaiłem Niedoborą), natomiast w 2007 r. zwyciężył w Giv'atayim oraz dwukrotnie w Petah Tikwa (samodzielnie oraz wspólnie z Israelem Caspim). Kolejny sukces odniósł w 2008 r., zajmując I m. w kołowym turnieju w Jerozolimie, zaś w 2009 r. zwyciężył w Netanji
Kilkukrotnie startował w finałach mistrzostw Izraela, jeden z najlepszych wyników osiągając w 2006 r. w Tel Awiwie, gdzie podzielił V-VIII miejsce.
Najwyższy ranking w karierze osiągnął 1 lipca 1999 r., z wynikiem 2562 punktów dzielił 9. miejsce wśród izraelskich szachistów.